# Sveagris
Sveagris (Svíagríss) var en berömd guldring som ursprungligen tillhörde den svenska ynglingaätten, men som senare genom krig kom i sköldungarnas händer. Ringen var en otrolig dyrgrip. I Rolf krakes saga jämställs dess värde med "en tredjedel av Danmarks rike", vilket också tycks ha varit det pris som betalades den enda gång som ringen såldes.
När Rolf krake flydde från kung Adils och svearna i Uppsala, var Sveagris ett av de guldföremål som han kastade ifrån sig på Fyrisvallarna. Tanken var att hans förföljare skulle bli så upptagna med att plocka upp dessa dyrbarheter, att han själv skulle komma undan. Planen lyckades också: Rolf krake räddade livet men förlorade sitt guld.
Enligt arkeologen Birger Nerman kan Sveagris ha varit en så kallad djurhuvudring; antingen en armring av spiralringstyp eller en halsring. Sådana ringar av guld, försedda med vildsvinshuvuden, har påträffats framför allt i Uppland och på Gotland och kan dateras till 300-talet e.Kr.

## Ringens historia
Ringens äldsta historia är okänd. Om man får tro Arngrímur Jónsson togs ringen som valrov från svearna av Rolf krakes förfäder, vilket bör ha skett på konung Halvdans tid. Halvdans mor var dotter till konung Jörund i Uppsala, varför Halvdan kan ha haft arvsanspråk i sveaväldet. Enligt Ynglingasagan utkämpade han flera strider mot sveakungen Aun den gamle. Halvdan segrade och blev kung i Uppsala, där han också höglades efter att ha blivit mördad av sin halvbror Ingjald. Därefter sägs det uttryckligen att Ingjald var ägare till ringen Sveagris.
Halvdan hade två söner, Helge och Hróar, som hämnades sin far genom att bränna Ingjald inne, varefter ringen kom i Helges ägo. Då emellertid Hróar genom att gifta sig med en engelsk prinsessa hade råkat komma över ett litet kungarike i Norðimbraland, sålde han sin del av Danmark till brodern Helge och fick som betalning ringen Sveagris – han föredrog att äga lösöre som man kan ta med sig när man flyttar.
Men brödernas syster Signý ville också ha ringen och bad sin son Hrókr att tala med Hróar. Hróar vägrade dock att skiljas från dyrgripen, varför Hrókr tröttnade och bad att åtminstone få se hur ringen såg ut. Det fick han. De befann sig då på Hróars skepp som låg för ankar i en vik på den jylländska västkusten – kanske vid nuvarande Ringkøbing. Hrókr tittade länge på ringen – varefter han i förbittring över att inte själv kunna få den, kastade den överbord.
Berättelsen om ringen måste nu flyttas till en viss Agnar bärsärk. Denne Agnar var, enligt Rolf krakes saga, son till Hróar och föddes efter det att ringen redan gått förlorad. Arngrímur, liksom Bjarkarímur, hävdar dock att han var son till Halvdans halvbror Ingjald. Vem han än var, tog han nogsamt reda på var skeppet hade legat förtöjt när ringen blev kastad. Sedan dök han i havet och fick upp ringen – vilket var ett stort mirakel. Många hade nämligen försökt samma sak långt före honom – och till och med sökt hjälp av trolldom – men utan att lyckas.
Därefter försvinner Agnar oväntat ur sagan. Det är uppenbart att ett längre avsnitt här har gått förlorat. Arngrímur lämnar dock den upplysningen att Agnar var Rolf krakes rival om den danska kungakronan, samt att han dräptes av Bödvar Bjarke, som var en av kungens bärsärkar. Bjarke, som nu fick ringen, gav den till Rolf krake som skickade den till sin mor, drottning Yrsa, som var gift med sveakungen Adils. 
Enligt en spekulativ tolkning av Beowulfskvädet (I:62) skulle dock Yrsa inte ha varit gift med Adils utan med Onela, det vill säga Åle den uppländske. I så fall är det möjligt att ringen kan ha hamnat hos Adils som krigsbyte efter slaget på Vänerns is. Arngrímur förutsätter dock att Rolf krake själv behöll ringen.  När berättelsen nu fortsätter befinner sig alltså ringen antingen hos kung Adils och/eller Yrsa i Uppsala eller hos Rolf krake på väg till Uppsala.

### Krakes sådd

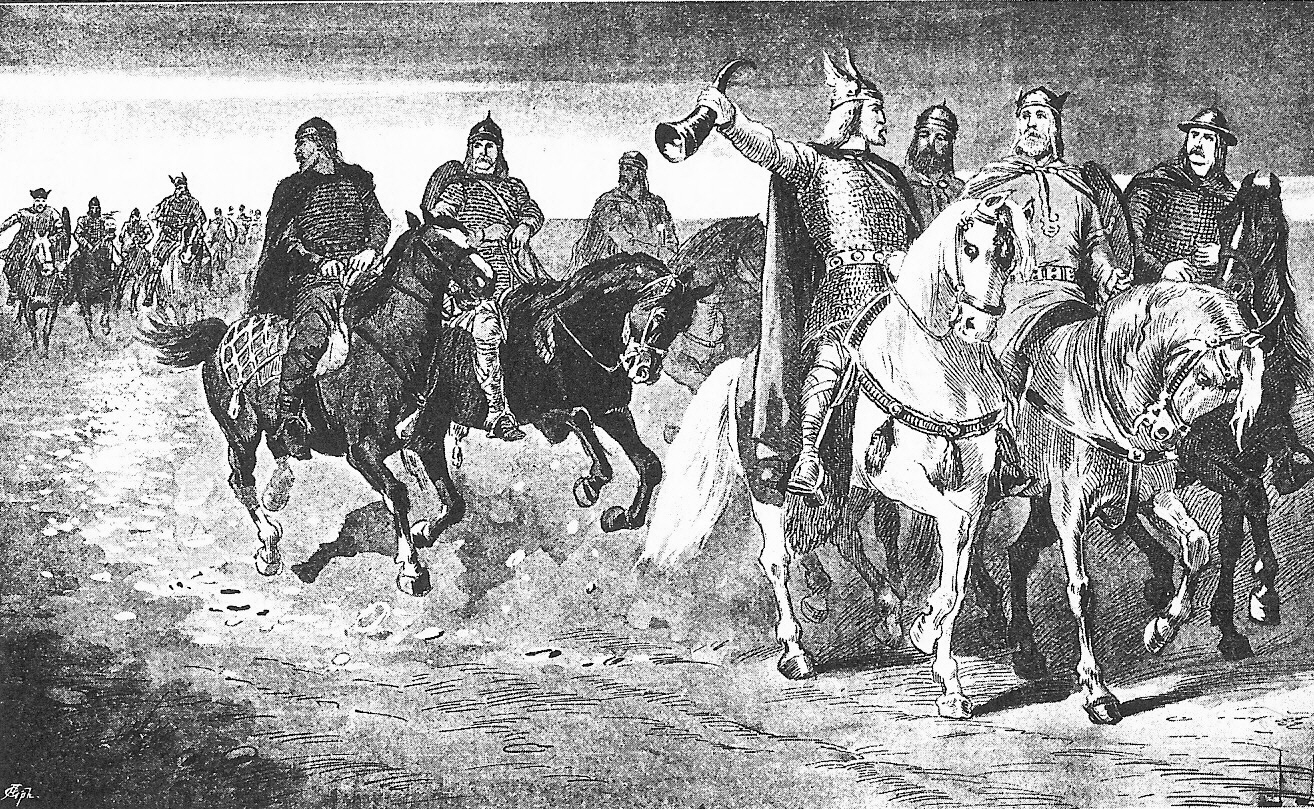
Krakes sådd på Fyrisvallarna. (Jenny Nyström, 1895.)

Krakes sådd var i gammal skaldediktning en välkänd kenning för guld, vilket Snorre Sturlasson förklarar i Skáldskaparmál som ingår i Snorres Edda. Här omtalas också ringen Sveagris.

#### Skáldskaparmál
Rolf krake hade, säger Snorre, kommit till Uppsala för att kräva den lön som han blivit lovad för att hans bärsärkar hade hjälpt kung Adils i kriget mot Åle den uppländske. Men Adils, som var snål och inte ville betala, samlade i hemlighet krigsfolk för att överfalla och ta livet av Rolf och hans män. Rolfs mor Yrsa – som var gift med Adils – gav då sonen ett horn fyllt med guld som hon stulit från sin man, och uppmanade Rolf att fly. Den dyrbaraste av de klenoder som han fick med sig var ringen Sveagris.
Adils upptäckte emellertid stölden och satte efter de flyende. När Rolf såg att svearna kom allt närmare, sökte han försena dem genom att strö ut guld från hornet på marken. Många av Adils män stannade då för att plocka upp dyrbarheterna, men Adils själv lät sig inte hejdas. Då kastade Rolf ringen Sveagris åt Adils.
”Kung Adils red fram till ringen, tog den på spjutspetsen och lyfte upp den på skaftet. Då vände Rolf krake sig om och såg hur han böjde sig fram. Han sade: Nu har jag svinböjt den mäktigaste av svearna. Så skildes de.”

#### Rolf krakes saga
Enligt Rolf krakes saga kom Rolf till Uppsala för att kräva sitt fadersarv som Adils hade tillägnat sig efter dråpet på Helge Halvdansson.  I övrigt skildras flykten över Fyrisvallarna på samma sätt som hos Snorre, med den skillnaden att Adils – sedan Rolf kastat ifrån sig Sveagris – blev så ivrig att han, när han girigt böjde sig efter ringen, helt glömde bort Rolf krake, som passade på att lappa till honom där bak med svärdet, så att han "högg av honom bägge skinkorna intill benet". Svearna blev då så upptagna med att ta hand om sin blödande och skinklöse kung, att Rolf krake kunde ta tillbaka ringen och komma undan.

#### Sköldungasagan
I Arngrímur Jónssons version av Sköldungasagan förlöper jakten över Fyrisvallarna på samma sätt som hos Snorre. Här är det Adils som behåller ringen.

#### Gesta Danorum
Enligt Saxo Grammaticus hade Rolf krakes mor Yrsa bjudit sin son till Uppsala för att han skulle få träffa sin styvfar kung Adils. Men detta var bara en förevändning. I själva verket hade hon fattat agg till Adils för att han var så snål, och planerade nu i hemlighet att straffa honom genom att tillsammans med Rolf stjäla alla hans skatter och fly med dem på Rolfs skepp till Danmark.
Kung Adils är i denna version omätligt rik. Hans skatter är så stora att tjuvarna, Rolf och Yrsa, måste lasta dem på vagnar. Men dessa tungt lastade fordon kunde naturligtvis inte i snabbhet tävla med kung Adils' kavalleri, så när jakten väl har tagit sin början får Rolf och Yrsa och deras tjänstehjon fullt sjå med att ösa guld ur vagnarna. Den klenod som sist blir kastad, och som äntligen får stopp på Adils, nämns inte av Saxo med namn men måste ha varit Sveagris. Saxo kallar den en halskedja (torque) av guld – men kanske menar han en halsring.
Också hos Saxo är det alltså Adils som behåller guldet. Saxo är dock öppen för möjligheten att drottning Yrsa låtit tillverka billiga kopior av de främsta klenoderna. Stölden var ju minutiöst planerad, och någon äkthetsgranskning av allt det på Fyrisvallarna kringströdda guldet kan Adils knappast ha hunnit med. Så kanske var det Yrsa som behöll ringen.
Oavsett vilket är Sveagris efter denna händelse spårlöst försvunnen.

## Ringens art och betydelse
Namnet Sveagris låter ana att till ringen knutits föreställningar om ynglingaättens öde och mytiska ursprung. Ätten ansågs ju härstamma från guden Frej, och vildsvinet Gyllenborste var Frejs heliga djur. Denna mytvärld måste ha varit i hög grad levande för Adils, som källorna omtalar som en mycket religiös hedning. I Rolf krakes saga sägs han ha varit "en blotman utan like" och han uppges också "ha blotat till en galt". Även Ynglingasagan framhåller hans deltagande i den religiösa kulten, och i en på samma ställe citerad skaldestrof av Tjodolf av Hvin används uttrycket Freys áttungr (Frejs ättling) som kenning för just Adils.
Samtliga källor beskyller Adils för girighet – men likväl ignorerade han, då han red fram över Fyrisvallarna, allt det guld som kastades på marken. Det var bara en sak han ville ha: ringen Sveagris. När han väl fått den avbröt han jakten och fortsatte inte förföljandet. I Rolf krakes saga slutar jakten visserligen något annorlunda, men tendensen är också här densamma. Det var den egna ätte-ringen Adils var ute efter; den betydde mer än allt annat guld.
Arkeologen Birger Nerman, som försökte tidfästa de gamla kungarna ur ynglingaätten, kom fram till att Adils kan ha dött omkring år 575 e.Kr. Han fann det särskilt intressant att ringen uppges redan på Adils tid ha varit mycket gammal. Snorre säger ju att ringen var en släktklenod "som Adils' förfäder hade ägt". Arngrímur påstår visserligen att det var Rolf krake som hade ärvt ringen från sina förfäder, men uppger samtidigt att den hade erövrats från besegrade sveakungar. Nu finns det faktiskt i det arkeologiska fyndmaterialet en del djurhuvudringar som skulle kunna göra skäl för namnet Sveagris, skriver Birger Nerman. Ringarna tillhör tiden omkring år 300 eller 300-talet e Kr. Vanligen har ringarna varit upprullade i spiral och har då varit armringar, men ibland har de varit uträtade och kan då ha varit halsringar. De flesta av dessa ringar har varit försedda med vildsvinshuvuden, och flertalet av dem har påträffats i Uppland och på Gotland.
″Det skulle onekligen passa utmärkt, att den i Ynglingaätten bevarade släktklenoden Svíagríss vore en sådan ring, på 500-talet ett par hundra år gammal. I så fall har det säkerligen varit ett särskilt förnämligt exemplar av gruppen.″